# موشيه ديفيس
موشيه ديفيس (بالإنجليزية: Moshe Davis)‏ هو حاخام أمريكي، ولد في 12 يناير 1916 في بروكلين في الولايات المتحدة، وتوفي في 10 أبريل 1996.